# Jag skall bli Sveriges Rembrandt eller dö!
Jag skall bli Sveriges Rembrandt eller dö! är en svensk dramafilm från 1990 med regi och manus av Göran Gunér. Filmen handlar om konstnären Ernst Josephson och är Gunérs debut som långfilmsregissör. I rollerna ses bland andra Magnus Nilsson, Kenneth Söderman och Sanna Danneborn-Spjuth.

## Om filmen
Inspelningen ägde rum i Stockholm, Göteborg, Norrköping, Köpenhamn, Paris och Amsterdam. Fotograf var Bengt Danneborn och klippare Lena Dahlberg-Runge. Filmen premiärvisades den 5 oktober 1990 på biograf Spegeln i Malmö och Fågel Blå i Stockholm.
Filmen fick ett blandat mottagande hos kritikerna.

## Handling
Filmen följer Ernst Josephsons liv och gärning som målare.

## Rollista
- Magnus Nilsson – Ernst Josephsons röst
- Kenneth Söderman – Allan Österlind
- Sanna Danneborn-Spjuth – Anna Österlind
- Kim Haugen – Christian Skredsvig
- Thomas Roos – kritikern
- Mikael Anderson – Ville Vallgren
- Göran Engman – Georg Pauli
- Mikael Säflund – strömkarlen
- Marianne Ahrne – madame Dupuis
- Anders Malmberg – doktorn
- Emilie Gunér – Ketty Rindskopf
- Stefan Böhm – Ludvig Josephson
- Sondre Bjercke – Otto
- Ulf Friberg – Edvard Casparsson
- Per Bodner – Gustaf af Geijerstam
- Christer Holmgren	– akademisekreteraren
- Gustav Kling – överintendenten
- Susanne Spjuth – Eugenie Österlind
- Sebastian Danneborn-Spjuth – Anders Orm Österling
- Sarah Widén – Gelly Josephson
- Annika Olsson – Anna von Feilitzen
- Anne Troeng – Olava
- Leif Grönvall	– kamrat på krog/herre i frack
- Peter Sandberg – kamrat på krog/herre i frack
- Christian Lundberg – kamrat på krog/herre i frack
- Bengt Andersson – kamrat på krog/herre i frack
- Nicolas Larsson – kamrat på krog/herre i frack
- Jurgen Andersson – kamrat på krog/herre i frack

### Fotnoter
1. 1 2 3 4  ”Jag skall bli Sveriges Rembrandt eller dö!”. Svensk Filmdatabas. http://www.sfi.se/sv/svensk-filmdatabas/Item/?itemid=16196&type=MOVIE&iv=Basic&ref=/templates/SwedishFilmSearchResult.aspx?id%3d1225%26epslanguage%3dsv%26searchword%3dJag+skall+bli+Sveriges+Rembrandt+eller+d%C3%B6!%26type%3dMovieTitle%26match%3dBegin%26page%3d1%26prom%3dFalse. Läst 25 maj 2013.